# Condicinae
Die Condicinae sind eine Unterfamilie der Eulenfalter (Noctuidae). Die Arten sind überwiegend nachtaktiv (Nachtfalter).

## Merkmale
Die Arten sind relativ klein und schlank. Viele Arten besitzen ausgeprägte Farbmuster. Die Antennen beider Geschlechter sind einfach. Die Stirn des Kopfes ist komplett beschuppt, die Augen nackt und ohne Lider. Die Labialpalpen sind relativ groß, die Tympanalmembran besitzt einen knotigen Skleriten. Die Männchen sind durch einen schlanken Uncus, ein Teil des männlichen Geschlechtsapparates charakterisiert.

## Geographische Verbreitung und Lebensraum
Die meisten Arten der Unterfamilie kommen in bewaldeten Regionen der Tropen der Alten und vor allem der Neuen Welt vor. Einige Arten sind auch an offene Gegenden angepasst. Manche Arten sind auch als Schädlinge bekannt geworden, andere unternehmen lange Wanderungen.

## Systematik
Die Unterfamilie wird in zwei Triben unterteilt; der Umfang der Triben ist z. T. noch nicht vollständig geklärt:
- Condicini Poole, 1995
  - Acosmetia Stephens, 1829
  - Chytonix Grote, 1874
  - Condica Walker, 1856
  - Dysmilichia Speiser, 1902
  - Hadjina Staudinger, 1891
  - Homophoberia Morrison, 1875
  - Niphonyx Sugi, 1982
  - Ogdoconta Butler, 1891
  - Oligonyx Sugi, 1982
  - Perigea Guenée, 1852
  - Prospalta Walker, 1858
  - Pyrrhidivalva Sugi, 1982
- Leuconyctini Poole, 1995
  - Bryocodia Hampson, 1908
  - Crambodes Guenée, 1852
  - Diastema Guenée, 1852
  - Eucarta Lederer, 1857
    - Eucarta virgo (Treitschke, 1778)

  - Fotella Grote, 1882
  - Kenrickodes Viette, 1961
  - Leuconycta Hampson, 1908
  - Micrathetis Hampson, 1908